# 社会小説
社会小説（しゃかいしょうせつ）は、 日清戦争後から1900年代（明治後期）の日本で執筆された小説の類型。
社会、経済の近代化と封建的な価値観の対立や、貧富の差の拡大などに目をむけた観念小説（かんねんょうせつ）や、悲惨小説（ひさんしょうせつ）、深刻小説（しんこくしょうせつ）が先行して生まれ、それらに社会的意味を持たせた社会小説が書かれた。明治30年代になると日本でも社会主義思想が広がり始め、その文学観は、社会主義の理念に基づく社会主義小説（しゃかいしゅぎしょうせつ）などに受け継がれた。

## 悲惨小説・観念小説

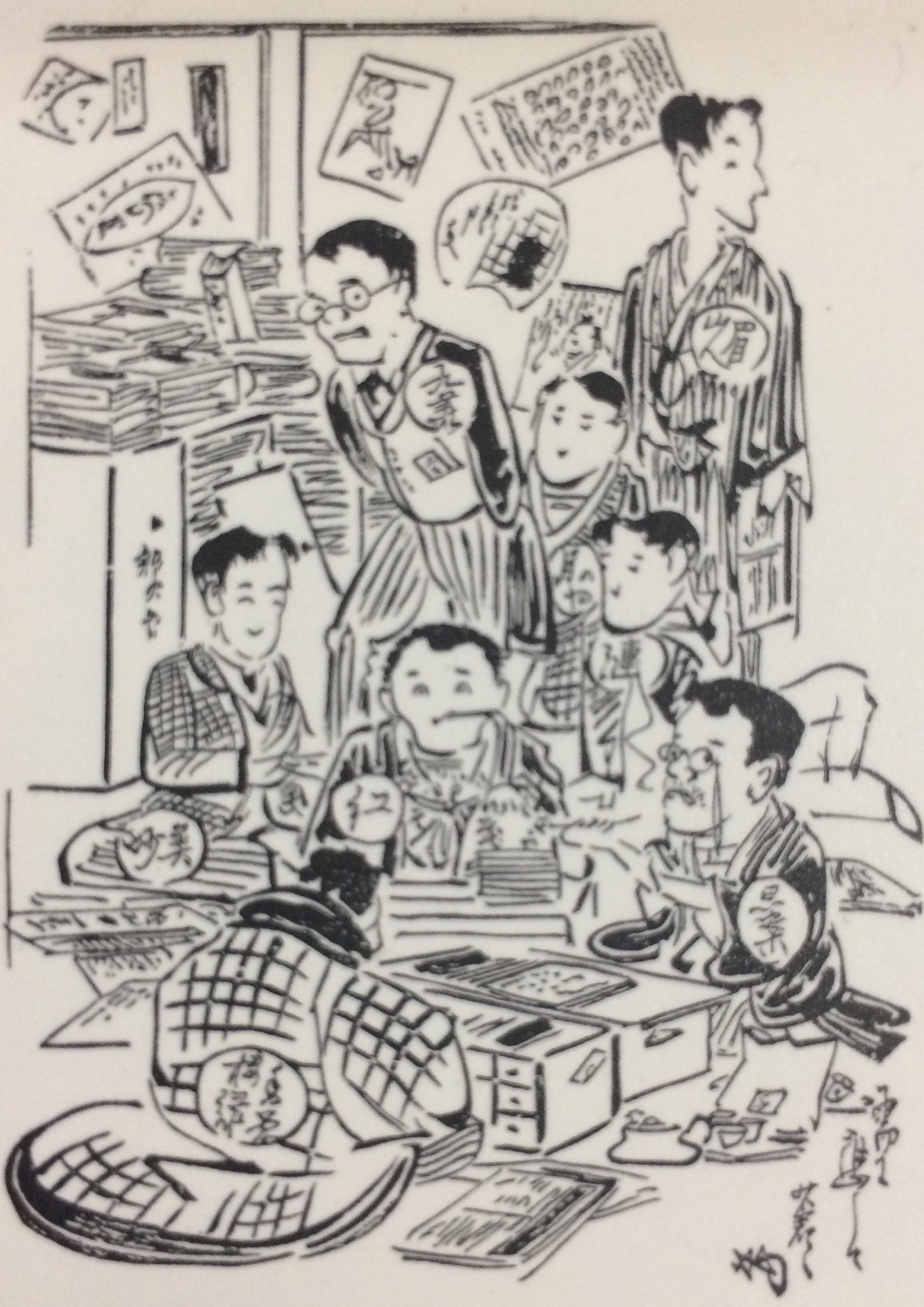
硯友社の楽屋（劇雅堂緑芽画）右奥に川上眉山）

明治20年代までの文学は、坪内逍遥、二葉亭四迷による文学革新運動を発展させた、硯友社の尾崎紅葉や幸田露伴が人気を集めて紅露時代とも呼ばれ、一方で自由民権運動にも関心を持ちながら紅露文学も批判していた北村透谷や、島崎藤村らの初期ロマン主義も生まれつつあった。日清戦争の起きた1894-5年（明治27-8年）頃から日本の近代化と封建的な慣習の衝突や、資本主義の発展による貧富の差の拡大や汚職といった社会矛盾が意識される中で、硯友社文学の通俗性から脱しようとした、泉鏡花「夜行巡査」「外科室」や、硯友社の川上眉山「大盃」「書記官」「うらおもて」などが、「概ね一定の観念若しくは傾向の上に立ち、人物の性格心理の発展、主としてこれに出ず」（岩城準太郎）と評される観念小説と呼ばれた。同様の手法ながら悲惨な題材を描いた広津柳浪は「変目伝（へめでん）」「黒蜥蜴」「今戸心中」などで「悲惨小説」とも呼ばれる。これらの作品は田岡嶺雲によってまず「悲酸文学」「深刻の悲哀文学」と称され、その後佐々醒雪によって「悲惨小説」という呼び方をされた。また「観念小説」という呼び名は島村抱月によるもので、やがてこれらや、悲惨小説の別称として深刻小説という語が一般化した。
田岡嶺雲は、上述に加えて前田曙山「蝗売」、三宅青軒「奔馬」を挙げ「吾文学が昔日の喜劇的和楽の旧分子に加うるに、悲劇的分子を以ってしたるをみる。」「吾文学は一大武を進めんとするなり。吾人は此等深刻の悲哀文学の出づるに至りたるを以て、吾国文学の上に於いて喜ぶべきの新現象となりとしてこれを歓迎す。」と評している。悲惨小説（深刻小説）が社会の悲惨な現実の写実的な描写に力点を置くのに対し、作者の主張であり「半俗精神による社会批判」（和田芳恵）を表現するのが観念小説と言える。また田山花袋「断流」、北田薄氷「乳母」、徳田秋声「藪こうじ」、小栗風葉「寝白粉」、江見水蔭「女房殺し」、樋口一葉「にごりえ」などが、この時期の悲惨小説の傑作に挙げられる。後藤宙外も、悲惨小説が「天颷海を渡る勢をもて小説界を風靡」している理由に、やはりそれまでの軽佻浮薄な小説よりも、「生存競争が日々激甚を加へ、生活の困難が加春につけ、人生問題に煩悶する」読者の求めたためであると述べている。

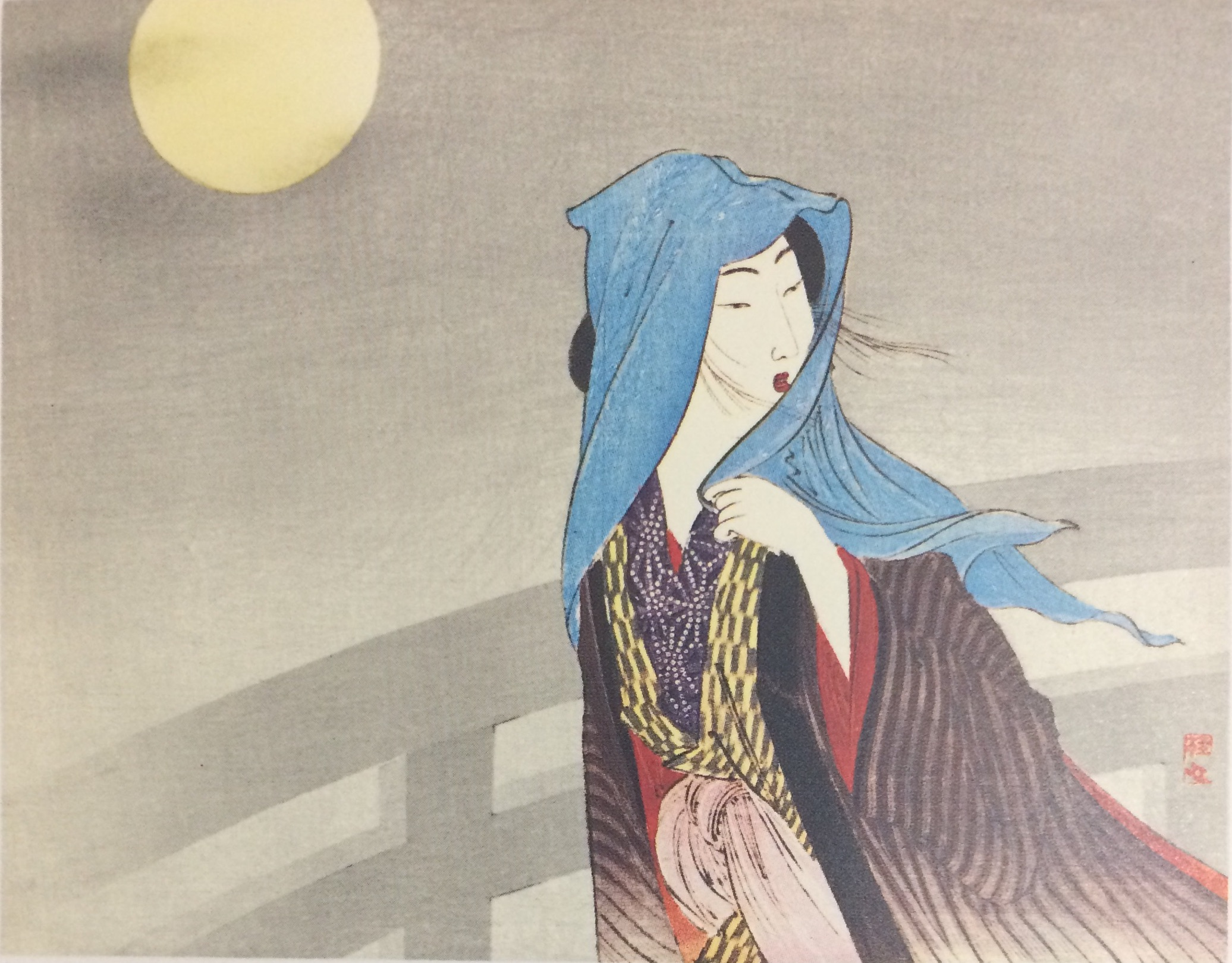
広津柳浪「今戸心中」口絵（武内桂舟画）

## 社会小説
1896年（明治29年）になって、『国民之友』誌10月号に「社会小説出版予告」という広告が掲載され、「国権伸長して社会の現象益々多色、多端」な折りとして、社会的な題目に着目した社会小説として、斎藤緑雨、広津柳浪、幸田露伴、後藤宙外、嵯峨のや屋主人、尾崎紅葉を挙げていたが、これらは実現しなかった。しかしこれをきっかけに、高山樗牛や金子筑水による社会小説論議が行われ、『早稲田文学』1897年2月号では、この論議を以下のようにまとめている。
1. 社会小説とは、貧民又は労働社会の為に気を吐かんとする一種の傾向小説な也（『帝国文学』記者の解これに近し）
2. 社会小説とは、敢へて貧民又は労働社会の為に、特に弁護するものにあらざると雖も、在来の作家が見落せる社会下層の真相を主題とするものを云ふ（『太陽』の記者の説これに近し）
3. 社会小説とは、従来の作が恋愛小説の一隅にのみ偏せるに対し、社会の全体即ち政治、宗教、その他あらゆる部面に、広く材を取るものを言ふ也（『八紘』記者の説これに近し、『太陽』記者のも或る所にて此の説に似たる諏見ゆ）
4. 社会小説とは、人間の心裏の波乱を精写する在来の心理小説、個人を描くに偏せる在来の写実主義に対し、社会を主として個人を客とし、心的状態よりも外界の現象に重を置くものたらざるべからず（『世界の日本』記者の論これに近し）
5. 社会小説とは、一代の風潮を指導し、社会の預言者たる任務を画くすに堪ふるものたらざるべからず（『毎日』記者の論これに近し）

さらに金子筑水はより明確な定義として、『早稲田文学』1898年2月号「所謂社会小説」で、「近世の社会主義に関する事態を書けるもの」「社会の個人に対する関係を書けるもの」「漠然謂ふ小社会に関する事態を書けるもの」「全体として社会の行動を書けるもの」という四分類を作った。この風潮の中で内田魯庵「くれの廿八日」（1898年3月）が書かれる。これは前年の1897年に初めて行われたメキシコ移民を題材に、社外主義思想とキリスト教の理想主義によってメキシコにユートピアを建設しようとする人物と、彼を取り巻く種々の社会的矛盾をテーマにして、田山花袋や正宗白鳥などから高く評価された。また内田はこの情勢について9月に「政治小説を作る好時機」などを書き、「現今政治社会は酢べ辛く参な「政治小説を論ず」の後藤宙外とともに、明治前半に流行した政治小説の新しい形としての社会小説を提唱し、「西欧作家の真摯敬虔なる目的を以って直ちに自家の目的とし、初めて深く社会の真相を精しく観察することができる」「政治社会の滑稽劇」と論じた。また1901年「社会百面相」など多くの社会小説を発表した。
キリスト教的ヒューマニズムによる作品『思出の記』などを発表して広く人気を得ていた、徳富蘆花の「黒潮」（1901-02年）は、明治20年前後に政府の腐敗と戦う主人公を描いた社会小説で、高い評価を得た。また政治小説『経国美談』で著名な矢野龍渓は、国家社会主義的ユートピアを描く『新社会』（1902年）を刊行し、発売後2、3ヶ月で数十万部が売れたと言われ（片山潜「日本の労働運動」）、河上肇は「措辞巧妙を極め、巧みにこの主義の弱点を蔽ふて一読感嘆の声を発せしむる所、これもとより尋常一様の筆に非ず。」（『読売新聞』1905年）と評している。
他に社会小説と呼ばれたものには、広津柳浪「非国民」、徳田秋声「惰けもの」、小栗風葉「政駑」「ストライキ」、後藤宙外「腐肉団」、エミール・ゾラの影響を受けたゾライズムを提唱していた小杉天外の「新学士」「新夫人」などがあり、高安月郊「イブセン社会劇」「大塩平八郎」、宮崎滔天「狂人譚」、三木天遊「革命の花」、小川煙村「労働問題」、松井松葉「社会主義」、小林蹴月「むしろ旗」などがその影響で生まれた。しかし社会小説として書かれた作品の多くは、現実の問題の消化不良や作者の経験の不足などが露呈し、後世にまで評価されるような傑作は多く残らなかった。

## 社会小説の影響
社会小説に大きな影響を受けた中に、1901年の社会民主党結成にも加わった木下尚江もいた。尚江は日露戦争開戦論に対する反戦の立場から『火の柱』（1904年）や、キリスト教的人道主義の立場による『良人の自白』（1904-06年）などを書いて、社会主義小説の先駆となった。その後社会主義小説は、松岡荒村、白柳秀湖、山口孤剣らによって大きな流れとなり、後のプロレタリア文学に受け継がれていく。ルポルタージュとして横山源之助『日本之下層社会』、幸徳秋水の評論「非戦争文学」「自由党を祭る文」が書かれ、堺利彦によってウィリアム・モリス『ユートピア通信」や、エミール・ゾラが社会主義に移行していた時代の作品『四福音書』の第二部などが翻訳、紹介された。小杉未醒の日露戦争従軍中の詩とスケッチ集『陣中詩篇』も優れた反戦文学として知られ、『明星』や『平民新聞』などでも、与謝野鉄幹や石川啄木らによる反戦的、社会主義的な詩歌が発表された。これらの文学的動向は、自然主義文学においても、島崎藤村『破戒』や、正宗白鳥『牛部屋の臭ひ』、真山青果『南小泉村』、長塚節『土』などにつながった。

## 注
1. 1 2  田岡嶺雲「日本文学に於ける新光彩」『日本人』1895年7月号
2. ↑  「小説界の潮流」『青年文』1895年10月号。佐々醒雪がこの筆者であるのは田岡嶺雲研究者である西田勝の推測。
3. ↑  「小説を読む眼」『読売新聞』1895年8月26日
4. ↑  『明治深刻悲惨小説集』[要ページ番号]